# 大托波洛沃楚鄉
45°46′N 21°37′E / 45.767°N 21.617°E
大托波洛沃楚鄉（羅馬尼亞語：Comuna Topolovățu Mare, Timiș），是羅馬尼亞的鄉份，位於該國西部，由蒂米什縣負責管轄，面積100平方公里，海拔高度107米，2002年人口2,767，人口密度每平方公里28人。